# 阿列克谢·绍斯塔克
阿列克谢·绍斯塔克（1995年2月8日—），美国男子蹦床运动员，2019年世界蹦床锦标赛男子团体全能银牌得主、2022年世界蹦床锦标赛男子团体全能银牌得主、2023年世界蹦床锦标赛男子团体金牌得主和男子双人网上银牌得主。